# 广东电信广场

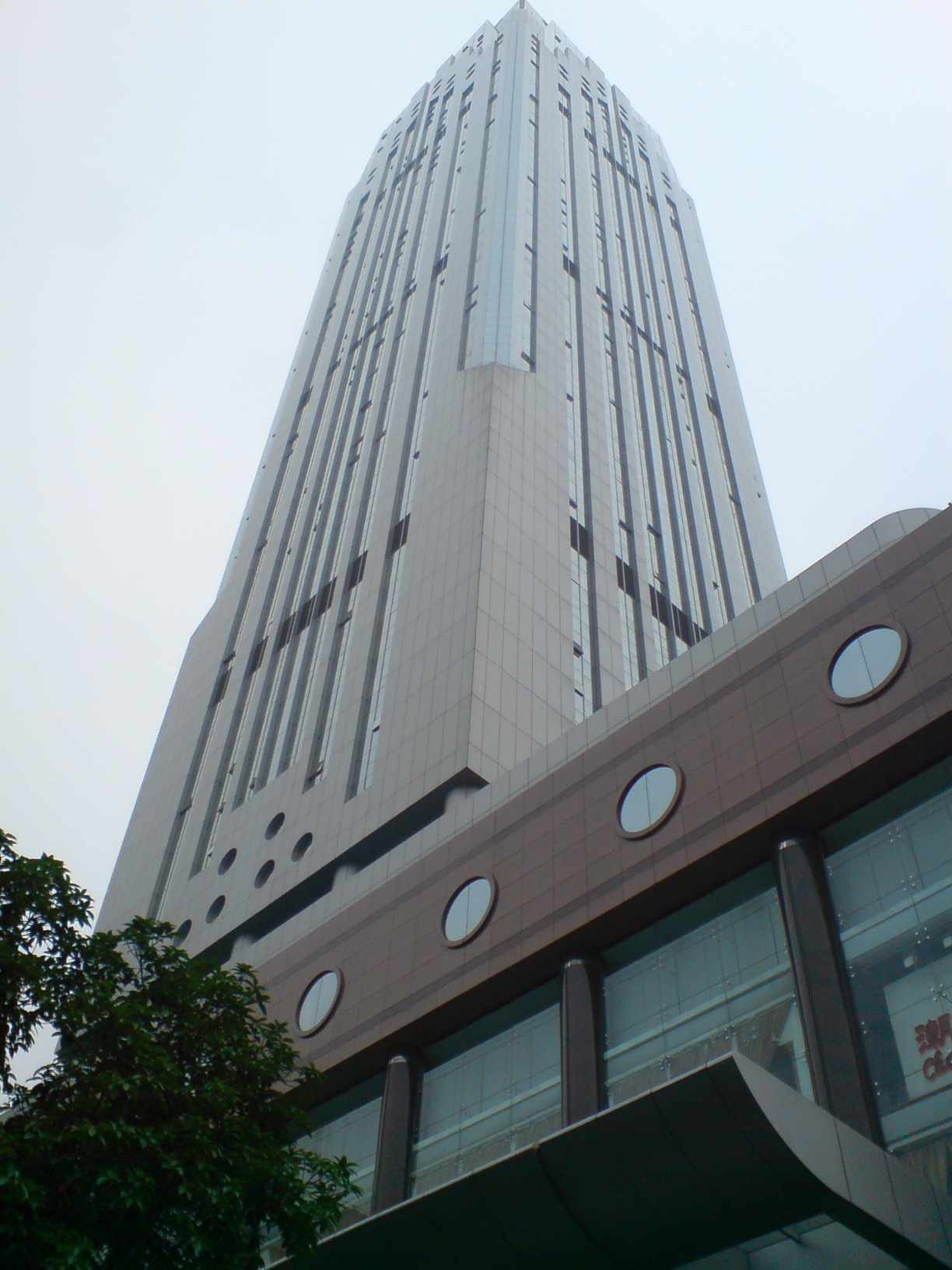
广东电信广场

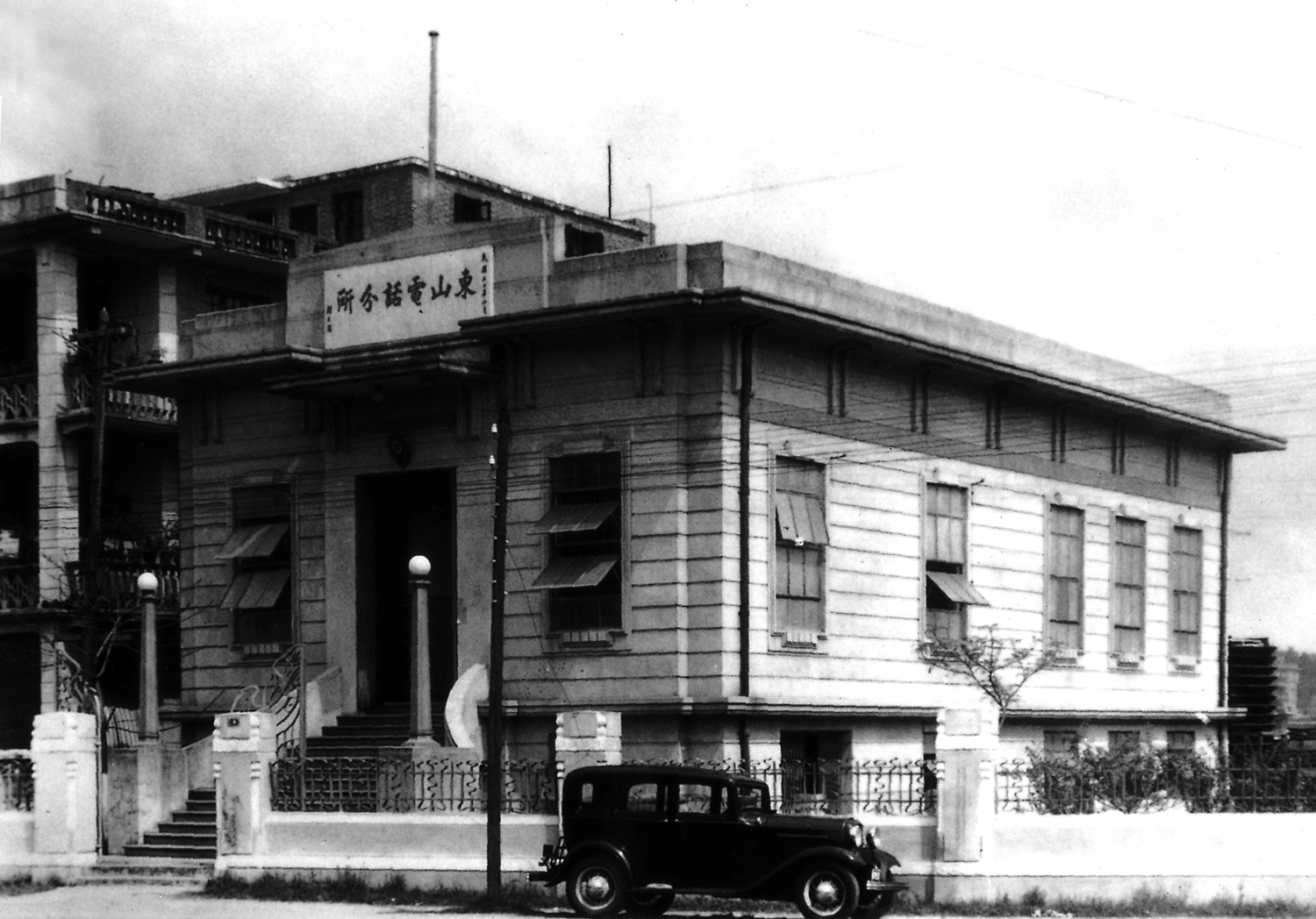
前身是1932年4月落成的東山電話分所。門額石匾上的「東山電話分所」為當時剛任廣州市市長的程天固所題。

广东电信广场是由中国电信股份有限公司广东分公司（原广东省电信局、广东电信有限公司）控股的一座综合性写字楼，它集电信生产、营业办公和写字楼出租等多种功能于一体，位于广州市越秀区中山二路与农林下路交界处。楼高260米，共68层，包括地下6层，地上65层和裙楼8层，曾为广州第二高的摩天大楼。总建筑面积约14.5万平方米。

## 历史
广东电信广场于1995年开始动工建设，由广东第四建筑工程公司承建，至2005年7月14日交付使用。后凭借其优秀的环保治理设计于2007年获得中国土木工程协会授予的“中国土木工程詹天佑奖”